# Jung Kwang-seok
Jung Kwang-seok (1 de dezembro de 1970) é um ex-futebolista profissional sul-coreano que atuava como defensor.

## Carreira
Jung Kwang-seok representou a Seleção Sul-Coreana de Futebol nas Olimpíadas de 1992.